# Boronia pinnata
Boronia pinnata är en vinruteväxtart som beskrevs av James Edward Smith. Boronia pinnata ingår i släktet Boronia och familjen vinruteväxter. Inga underarter finns listade i Catalogue of Life.